# FIFA Football 2002
FIFA Football 2002 (getiteld FIFA Soccer 2002: Major League Soccer in Noord-Amerika en FIFA 2002: Road to FIFA World Cup in Japan), algemeen bekend als FIFA 2002, is een op voetbal gebaseerd videospel uit 2001 geproduceerd door Electronic Arts en uitgegeven door EA Sports. FIFA Football 2002 is het negende spel in de FIFA−serie.
De krachtbalk voor passes werd geïntroduceerd en het dribbelen werd verlaagd om een groter uitdagingsniveau te bereiken. De krachtbalk kan worden aangepast aan de voorkeur van de speler. Het spel bevat ook veel meer clublogo's van Europese clubs zoals voor de Nederlandse clubs PSV, Ajax en Feyenoord. Er was echter geen Nederlandse competitie in het spel en de Nederlandse clubs stonden onder het kopje "Rest van de Wereld". Voor het eerst bevat FIFA in deze uitgave de Raiffeisen Super League, ten koste van de Griekse Super League.
Een kaartbeloningssysteem gelicentieerd door Panini werd geïntroduceerd, waar, na het winnen van een bepaalde wedstrijd, de speler een kaart van een sterspeler ontgrendelt. Tevens is er een bonusspel met de landen die zich automatisch hadden gekwalificeerd voor het WK 2002 (Frankrijk, Japan en Zuid-Korea), waarin de speler probeert de FIFA-ranking van hun gekozen team te verbeteren door deel te nemen aan internationale vriendschappelijke wedstrijden.
Veel van de internationale ploegen in het spel hebben geen licentie, zoals Nederland, maar ook kleinere landen zoals Barbados, die alleen maar nummers kregen als spelersnamen. Tot op heden was dit de laatste editie van FIFA (de World Cup-versies niet meegerekend) waar het nationale Japanse team in is opgenomen, omdat Japan Football Association zou kiezen voor exclusieve rechten voor in Konami's Pro Evolution Soccer-serie.
FIFA Football 2002 was 10 jaar lang de laatste FIFA met slechts één persoon op de cover, voordat Lionel Messi alleen verscheen op FIFA 13.

## Soundtrack
De volgende 13 nummers waren te horen in FIFA Football 2002.
- BT - "Never Gonna Come Back Down (Hybrid’s Echoplex Dub)"
- Cirrus - "Stop and Panic"
- Conjure One - "Redemption (Max Graham Dead Sea Remix)
- DJ Tiësto - "Flight 643"
- Gorillaz - "19-2000 (Soulchild Remix)"
- Gouryella - "Tenshi"
- Issi Noho - "First Snow (General Midi Remix)"
- R4 - "Revolution"
- DJ Sandy vs. Housetrap - "Overdrive (Junkie XL Remix)"
- Schiller - "Das Glockenspiel (DJ Tiesto Remix)"
- Terpsichord - "The Bells"
- The Edison Factor - "Repeat the Sequence"
- Vitae - "Energy Flow"